# Olimpíada de xadrez de 2014
A Olimpíada de xadrez de 2014 foi a 41.ª edição da Olimpíada de Xadrez organizada pela FIDE, realizada em Tromsø entre os dias 1.º e 14 de agosto. A China (Wang Yue, Ding Liren, Yu Yangyi, Ni Hua e Wei Yi) conquistou novamente a medalha de ouro, seguidos de Hungria (Peter Leko, Csaba Balogh, Zoltán Almási, Richárd Rapport e Judit Polgár) e Índia (Parimarjan Negi, Panayapan Sethuraman, Krishnan Sasikiran, Baskaran Adhiban e  Musunuri Rohit Lalith Babu). No feminino, a Rússia (Kateryna Lagno, Valentina Gunina, Alexandra Kosteniuk, Olga Girya e Natalia Pogonina) conquistou a medalha de ouro seguidas da China (Hou Yifan, Ju Wenjun, Zhao Xue, Tan Zhongyi e Gui Qi) e Ucrânia (Anna Muzychuk, Maria Muzychuk, Anna Ushenina, Natalia Zhukova e Inna Gaponenko).

## Quadro de medalhas

### Aberto
| Tabuleiro | Ouro                       | Prata                          | Bronze               |
| 1.º       | BUL Veselin Topalov        | ENG Michael Adams              | NED Anish Giri       |
| 2.º       | VIE Nguyễn Ngọc Trường Sơn | HUN Csaba Balogh               | CHN Ding Liren       |
| 3.º       | CHN Yu Yangyi              | IND Krishnan Sasikiri          | UKR Pavel Eljanov    |
| 4.º       | SRB Nikola Sedlak          | CUB Isán Reynaldo Ortiz Suárez | CHN Ni Hua           |
| 1.º res   | USA Samuel Shankland       | UKR Olexandr Moiseenko         | RUS Yan Nepomnyaschy |

### Feminino
| Tabuleiro | Ouro                    | Prata                  | Bronze                |
| 1.º       | GEO Nana Dzagnidze      | CHN Hou Yifan          | SWE Pia Cramling      |
| 2.º       | RUS Valentina Gunina    | GEO Bela Khotenashvili | CHN Ju Wenjun         |
| 3.º       | RUS Alexandra Kosteniuk | ESP Ana Matnadze       | SWE Ellinor Frisk     |
| 4.º       | UKR Natalia Zhukova     | POL Marta Bartel       | ROM Irina Bulmaga     |
| res       | IND Rout Padmini        | CHN Guo Qi             | KAZ Gulmira Dauletova |